# Халме, Тони
Тони Кристиан Халме (фин. Tony Christian Halme, род. 6 января 1963, Хельсинки, Финляндия — 8 января 2010, там же) — финский политик, рестлер, боксёр, писатель, актер, и певец. Был членом Парламента Финляндии (Эдускунта) с 2003 по 2007 год. Он также был профессиональным рестлером, выступавшим в World Wrestling Federation под именем Людвиг Борга, был бойцом MMA и профессиональным боксером. Он также был первым бойцом из скандинавских стран, выступавших в UFC.

## Биография
Халме родился и жил в Хельсинки. В книге «Jumala armahtaa-minä en» Тони рассказывает, что у него было трудное детство, отчим избивал его мать. Ещё с детства получил имидж крутого парня. Он активно занимался лёгкой атлетикой, гандболом, футболом и хоккеем. Позже он вступил в армию и продолжил свое обучение в финской военно-спортивной команде. После армии стал заниматься боксом и работал вышибалой в барах, обучался приёмам рестлинга у известного борца Верна Ганье.
Профессиональный дебют состоялся на Universal Wrestling Federation 29 октября 1990 года. Тони взял себе псевдоним Viking. В своем первом матче он победил рестлера Патриота, а затем нанёс поражение Кевину Бенджамину.
26 декабря 1990, Халме появился в японском New Japan Pro Wrestling, победив Shinya Hashimoto в матче «боксёр против рестлера». 30 апреля 1991 Халме победил Сэйдзи Айоаги в матче «боксер против каратиста». В 1992 году, Халме объединился в матчах со Скоттом Нортоном, Бам Бам Бигелоу и Барри Виндхамом. Он также участвовал в NJPW Super Grade Tag League II, вместе с Масахиро Чоно они забили 8 очков и заняли четвертое место в общем зачете. 22 ноября 1992 года Тони Халме и Скотт Нортон выиграли чемпионат IWGP Tag Team против братьев Штайнеров.
14 декабря Халме и Нортон проиграли на IWGP Tag Team Championship в бою против The Hell Raisers (рус. Восставшие из Ада). 16 февраля 1993, Халме получил шанс снова выступить против них на чемпионате IWGP, где он объединился с Мэтью Рэмбо против The Hell Raisers. Тем не менее, Халме и Рэмбо проиграл матч. Последний бой Халме в New Japan Pro Wrestling прошёл 17 июня и закончился его поражением.
С 6 июля 1993 года Тони Халме выступал в WWF под сценическим псевдонимом «Людвиг Борга». В 1993, на SummerSlam он получил титул интерконтинентального чемпиона WWF, победив предыдущего чемпиона Марти Джанетти. 28 сентября 1993 Халме выступил против рестлера Татанка, ударив его стулом и прижав к полу. На Survivor Series Халме выступил в команде «Foreign Fanatics» (рус. Иностранные Фанатики) против команды «All-American» (рус. Американцы), в этом бою его победил Лекс Люгер. 14 декабря он напал на чемпиона «Бритву» Рамона и был дисквалифицирован. 17 января 1994 года Тони повредил лодыжку в матче с Риком Штайнером. Эта травма заставила WWF отменить его запланированное появление на Королевской Битве и предлагаемого матча на WrestleMania против Джона Тента. Через некоторое время Тони покинул WWF.
В 1995 году Тони стал выступать в Catch Wrestling Association и уже 20 декабря получил титул чемпиона в тяжёлом весе, победив Мэтью Рэмбо. Титул чемпиона Тони удерживал ровно год, 21 декабря 1996 он проиграл тому же Рэмбо. В 1997 году оставил карьеру рестлера.
В июле 2001 года выпустил первый и единственный музыкальный альбом под названием «Mestarit Salilla» в жанре техно.
С 2003 по 2007 год Халме был членом Парламента Финляндии от правопопулистской партии «Истинные финны». На следующий день после выборов, назвал президента Финляндии Тарью Халонен лесбиянкой.
В июле 2003 года Халме был арестован за незаконное хранение оружия: поводом стала стрельба в его доме. Медицинская экспертиза показала, что в крови Халме была большая доза алкоголя, амфетаминов и стероидов. Суд приговорил его к 4 месяцам тюрьмы и штрафу. В начале марта 2006 года Халме был отправлен в лечебницу после того, как у него был диагностирован делирий: к тому моменту он уже страдал хроническим алкоголизмом. В 2007 году Тони покинул парламент и был признан инвалидом. У него начались проблемы с памятью, на которые он жаловался и в декабре 2009 года в одном из своих последних интервью.
8 января 2010 года Халме застрелился в возрасте 47 лет.

## Фильмография
| Год  |   | Русское название            | Оригинальное название     | Роль  |
| ---- | - | --------------------------- | ------------------------- | ----- |
| 1995 | ф | Кулак Северной Звезды       | Fist of the North Star    | Кэмп  |
| 1995 | ф | Крепкий орешек 3: Возмездие | Die Hard with a Vengeance | Роман |